# Bagdonavičius
Bagdonavičius ist ein litauischer männlicher Familienname, abgeleitet vom anderen litauischen Familiennamen Bagdonas.

## Weibliche Formen
- Bagdonavičiūtė (ledig)
- Bagdonavičienė (verheiratet)

## Namensträger
- Antanas Bagdonavičius (1938–2024), sowjetischer Ruderer
- Mindaugas Bagdonavičius (* 1970), litauischer Unternehmer